# نادین لاستر
نادین لاستر (انگلیسی: Nadine Lustre؛ زادهٔ ۳۱ اکتبر ۱۹۹۳) با نام کامل نادین الکسیس پاگویا لاستر بازیگر و خواننده فیلیپینی است. او بعد از بازی در نقش اصلی فیلم دفتر خاطرات یک بیریخت (۲۰۱۴) به شهرت دست یافت.
بعد از نقش آفرینی در این فیلم، لاستر در سریال تلویزیونی بر بال عشق (۲۰۱۵) و فیلم‌های هرگز دوستت ندارم (Never Not Love You) (۲۰۱۸)، باران (۲۰۱۹) و ایندک (Indak) (۲۰۱۹) بازی کرد.